# ハイ (特殊潜航艇)

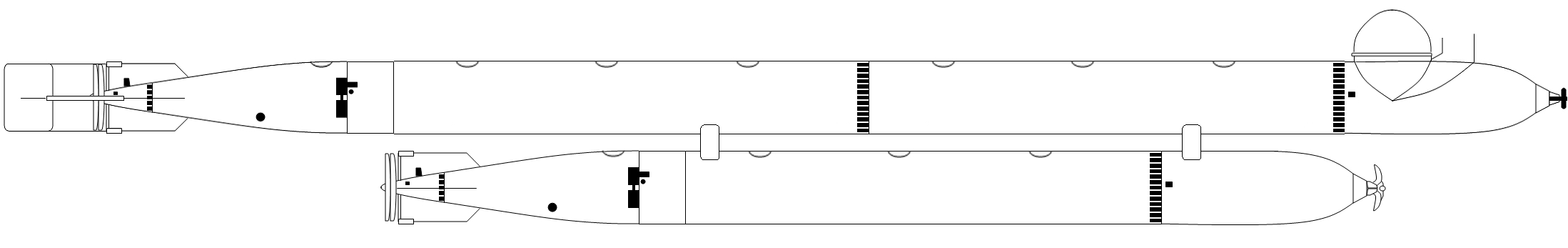
艇体を延長、下部に魚雷1発を携行。操縦者は艇首に乗る。半球型のものは外界を視察するアクリル製ドーム。

ハイとは第二次世界大戦時にナチス・ドイツによって建造された特殊潜航艇である。Haiはドイツ語でサメの意。この潜航艇はマーダーの改良型であり、ドイツ海軍小型戦闘部隊によって用いられた。この試作艇は試験航走において貧弱な性能しか発揮できず、他に量産された艇は存在しない。
ハイは全長が11mであり、大型化によって大きなバッテリーを搭載でき、水中20ノットの最大速力が与えられた。これに加え、ハイは2時間まで水中に留まることができた。